# Afrikaanse boomkikker
De Afrikaanse boomkikker (Leptopelis modestus) is een kikker uit de familie Arthroleptidae. De soort werd voor het eerst wetenschappelijk beschreven door Franz Werner in 1898. Oorspronkelijk werd de wetenschappelijke naam Hylambates rufus var. modesta gebruikt.

## Uiterlijke kenmerken
Deze 2,5 tot 4,5 centimeter lange kikker is grijs of lichtbruin met een donkere, zandlopervormige vlek op de rug. De keel is helderblauw of groen. Het dier heeft lange poten, een brede kop met een wijde muil, duidelijk zichtbare trommelvliezen en voorwaarts gerichte ogen.

## Levenswijze
De Afrikaanse boomkikker kikker heeft een terrestrische leefwijze. Om de aandacht van vrouwtjes op zich te vestigen, roepen de mannetjes vanuit de bomen met een laag, ratelend geluid, terwijl ze hun gekleurde keel tonen. Om de beste roepplaats te veroveren, leveren ze onderling verbitterde gevechten.

## Verspreiding en habitat
Deze soort komt voor in delen van Afrika en leeft in de wouden van de landen Kameroen, Congo, Kenia en Nigeria.